# Organización territorial del Reino Unido

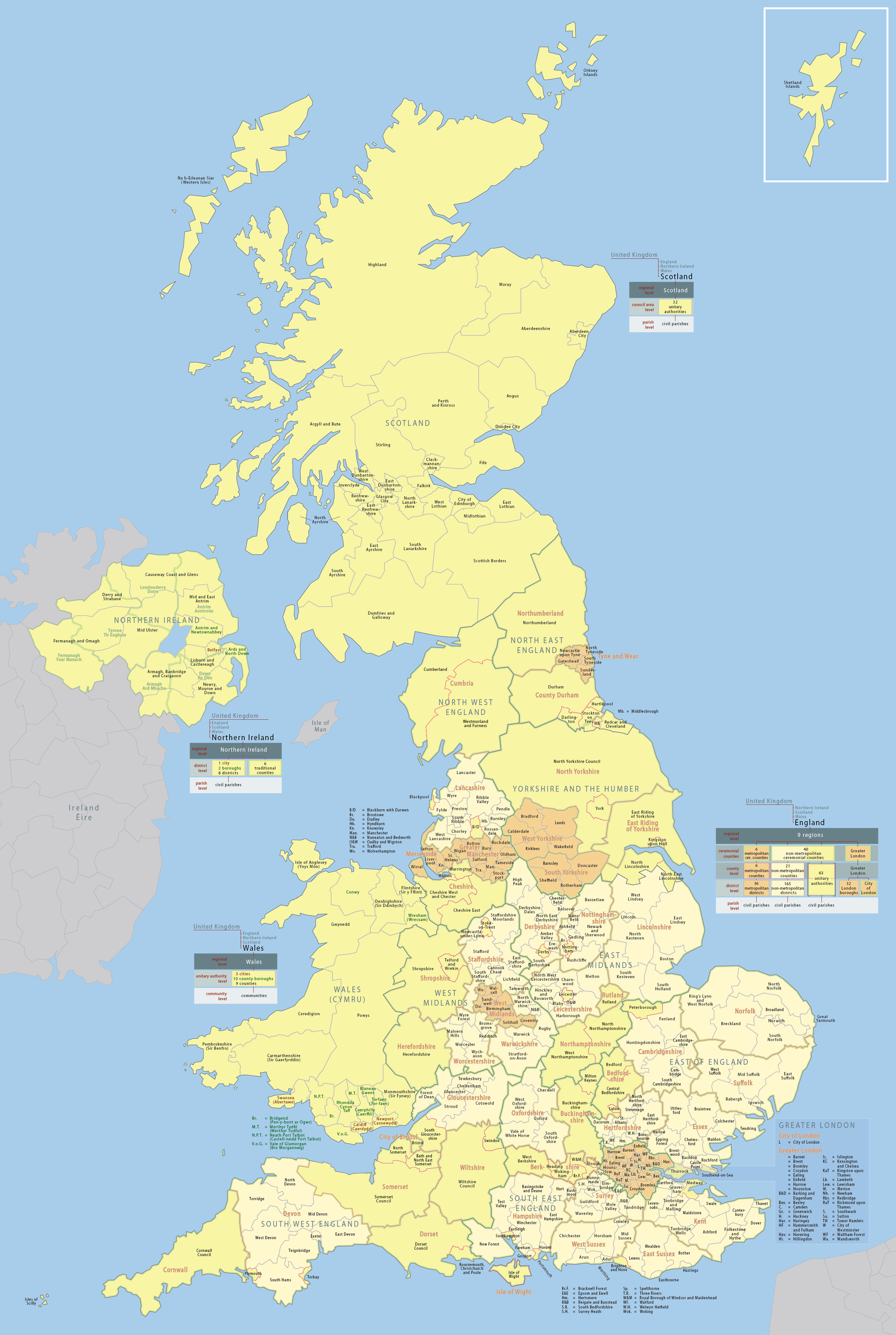
Unidades administrativas del Reino Unido.

La organización territorial del Reino Unido, un Estado regional, es complicada e inconsistente entre sus distintos territorios. Como estado soberano ubicado al noroeste de la Europa continental, el Reino Unido está compuesto sobre un complejo sistema jerarquizado de administración en varios niveles y especialización según el tipo de competencias ejercidas; por 4 naciones constituyentes, 3 Dependencias de la Corona y 14 Territorios de Ultramar. Cada una de estas naciones opera con su propio sistema de gobierno local y subdivisiones territoriales. Como resultado, no existe una jerarquía y categorización únicas y unificadas de unidades administrativas que abarque todo el Reino Unido. 

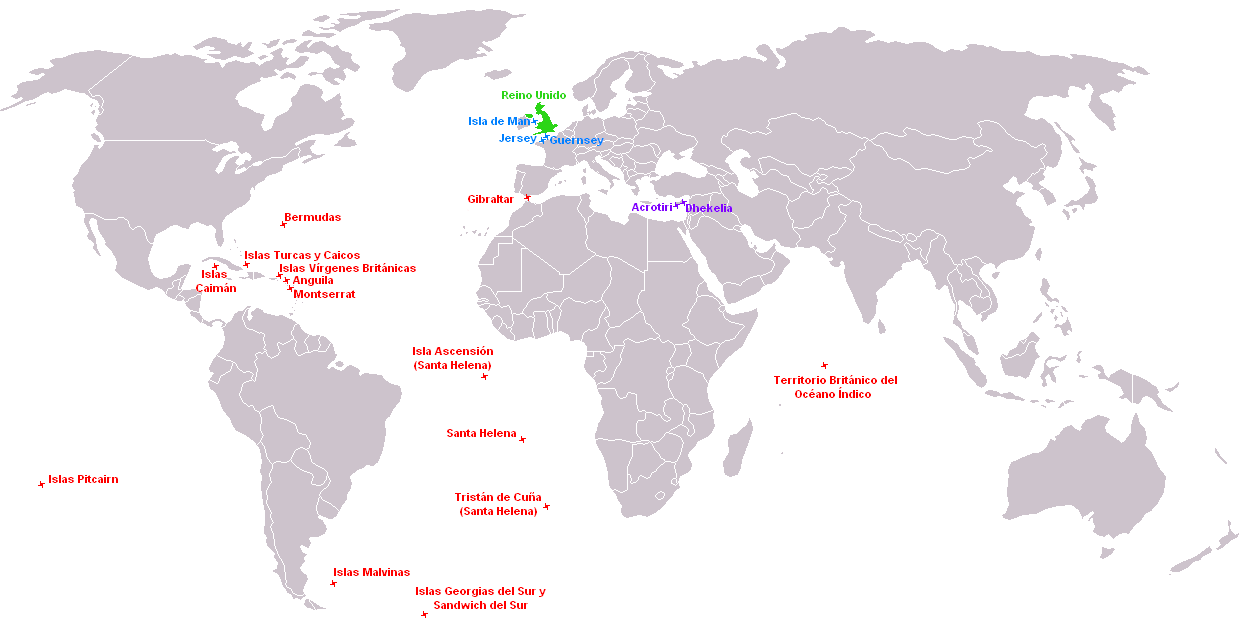
Reino Unido.
Dependencias de la Corona.
Territorios británicos de ultramar.
Bases Soberanas.

Dado que no existe un documento escrito que recoja exhaustivamente la constitución británica, y debido a la compleja historia de la formación del Reino Unido, se emplean diversos términos para referirse a sus partes constituyentes, a las que a veces se denomina las "cuatro naciones del Reino Unido". A los cuatro se les suele denominar colectivamente las Home Nations, especialmente en el ámbito deportivo. Si bien los cuatro países son importantes a efectos legales y gubernamentales, no son comparables con las subdivisiones administrativas de la mayoría de los demás países.
El Reino Unido también contiene 17 territorios dependientes; tres "Dependencias de la Corona" en las Islas Británicas y en el Canal de la Mancha y catorce " territorios de ultramar " repartidos por todo el mundo, los cuales no son oficialmente parte del Reino Unido pero están representados por éste en lugares como la ONU.
Históricamente, las divisiones subnacionales del Reino Unido han sido el condado y la parroquia eclesiástica, mientras que, tras la creación de un parlamento unificado del Reino Unido, el barrio y la circunscripción electoral han sido subdivisiones políticas panbritánicas.

## Historia

Diagrama de Euler que explica la organización territorial y política de las Islas Británicas.

Esta estructura se formó mediante la unificación, acordada entre los antiguos estados soberanos; el Reino de Inglaterra (que incluía el Principado de Gales) y el Reino de Escocia, en el Tratado de Unión promulgado por las Actas de Unión de 1707 para formar un único país denominado Reino Unido de Gran Bretaña; seguida por el Acta de Unión de 1800, que fusionó al Reino de Gran Bretaña con el Reino de Irlanda para formar el Reino Unido de Gran Bretaña e Irlanda. La independencia del Estado Libre Irlandés en 1922, tras la partición de Irlanda, dio lugar al actual Reino Unido de Gran Bretaña e Irlanda del Norte.
Gales se incorporó al sistema legal inglés a través de las Leyes de Gales de 1535-1542, y el Estatuto de Rhuddlan anterior restringió pero no abolió el derecho galés después de la conquista de Gales en 1282. Como resultado, Inglaterra y Gales se tratan como una sola entidad para algunos propósitos, principalmente porque comparten un sistema legal (véase Derecho inglés), mientras que Escocia e Irlanda del Norte tienen cada una un sistema legal separado (véase Derecho escocés y Derecho norirlandés).
Irlanda del Norte fue la primera parte de las Islas Británicas en contar con un gobierno descentralizado, en virtud de la Ley de Gobierno de Irlanda de 1920, y esto continuó hasta la suspensión del Parlamento de Irlanda del Norte en 1972. Tras un período de gobierno directo del gobierno de Westminster y algunos intentos fallidos de restablecer el gobierno descentralizado durante los disturbios, la actual Asamblea de Irlanda del Norte se estableció en 1998 y se encuentra actualmente en funcionamiento tras varios períodos de suspensión. La compleja historia de Irlanda del Norte ha generado diferentes opiniones sobre su estatus. El término «provincia» es utilizado a menudo por comentaristas unionistas y británicos para referirse a Irlanda del Norte, pero no por los nacionalistas. 

## Naciones constituyentes
Cada nación está subdividida en regiones y ciertas competencias han sido devueltas a las autoridades locales.
| Nación constituyente | Capital   | Mapa |
| -------------------- | --------- | ---- |
| Inglaterra           | Londres   |      |
| Escocia              | Edimburgo |      |
| Gales                | Cardiff   |      |
| Irlanda del Norte    | Belfast   |      |

## Dependencias de la Corona
Las tres Dependencias de la Corona dentro de las Islas Británicas son posesiones autónomas de la Corona Británica. Son distintas de los territorios británicos de ultramar del Reino Unido. Cuentan con gobiernos propios, así como sistemas legales y fiscales independientes.
| Dependencia de la Corona | Capital          | Mapa |
| ------------------------ | ---------------- | ---- |
| Isla de Man              | Douglas          |      |
| Bailía de Jersey         | Saint Helier     |      |
| Bailía de Guernsey       | Saint Peter Port |      |

## Territorios de Ultramar
A diferencia de otras antiguas potencias coloniales, el Gobierno británico no clasifica sus posesiones de ultramar (ni las dependencias de la Corona, que comparten vínculos históricos con ella) como subdivisiones del propio Reino Unido; más bien, cada una se considera legalmente una jurisdicción independiente. La mayoría cuenta con sus propias asambleas legislativas y un grado de autonomía que suele superar al de las naciones descentralizadas del Reino Unido, incluyendo la independencia fiscal.
De los 14 territorios de ultramar, 10 son autónomos, dos se utilizan principalmente como bases militares, uno está deshabitado y uno es una reclamación antártica .
Sin embargo, el Reino Unido conserva diversos grados de responsabilidad en todos los territorios, que actualmente van desde el control político total hasta una presencia mayoritariamente ceremonial. Las principales materias reservadas son las áreas de diplomacia, tratados internacionales, defensa y seguridad. El Reino Unido también conserva en todos los territorios una responsabilidad residual en materia de "buena gobernanza", un concepto constitucional vagamente definido, ejemplificado recientemente por la imposición de un gobierno directo tras una presunta corrupción grave en las Islas Turcas y Caicos. Tanto el Parlamento británico en Westminster como el Gobierno británico a través del Consejo Privado conservan la facultad de legislar para los territorios de ultramar, aunque por convención, normalmente solo lo hacen con el consentimiento de cada gobierno local.
| Territorio de ultramar                    | Capital                  | Mapa |
| ----------------------------------------- | ------------------------ | ---- |
| Acrotiri y Dhekelia                       | Episkopí                 |      |
| Anguila                                   | El Valle                 |      |
| Bermudas                                  | Hamilton                 |      |
| Islas Georgias del Sur y Sandwich del Sur | Grytviken                |      |
| Islas Caimán                              | George Town              |      |
| Islas Malvinas                            | Puerto Argentino/Stanley |      |
| Islas Pitcairn                            | Adamstown                |      |
| Islas Turcas y Caicos                     | Cockburn Town            |      |
| Islas Vírgenes Británicas                 | Road Town                |      |
| Gibraltar                                 | Gibraltar                |      |
| Montserrat                                | Plymouth y Brades        |      |
| Santa Elena, Ascensión y Tristán de Acuña | Jamestown                |      |
| Territorio Antártico Británico            | Base Rothera             |      |
| Territorio Británico en el Océano Índico  | Diego García             |      |